# Беким Незири
Беким Незири (на албански: Bekim Neziri; на македонска литературна норма: Беким Незири) е политик от Република Македония от албански произход.

## Биография
Роден е през 1975 година в Скопие. Завършва Юридическия факултет на Университета в Тетово. Бил е директор на Фонда за пенсионно и инвалидно осигуряване.